# Buğdaytepe, Harran
Buğdaytepe là một xã thuộc huyện Harran, tỉnh Şanlıurfa, Thổ Nhĩ Kỳ. Dân số thời điểm năm 2011 là 868 người.